# Цілянь
38°10′32″ пн. ш. 100°14′58″ сх. д. / 38.17567° пн. ш. 100.24956° сх. д.
Цілянь (кит. 祁连县, пін. Qílián Xiàn) — один із повітів КНР у складі Хайбей-Тибетської автономної префектури, провінція Цінхай. Адміністративний центр — містечко Цзунмошонг.

## Географія
Цілянь у середньому розташовується на висоті близько 2730 метрів над рівнем моря у однойменних горах на південь від коридору Хесі. 
Західна частина повіту обмежена хребтами Тулайнаньшань і Цзоуланнаньшань на півдні та півночі відповідно, між якими лежать долини річок Хейхе (тече на південний схід) і Тулайхе (тече на північний захід), розділені пасмом Тулайшань. Схід повіту лежить на північ від гір Датуншань у верхів'ях річки Датун.

### Клімат
Повіт знаходиться у зоні так званої «гірської тундри», котра характеризується кліматом арктичних пустель. Найтепліший місяць — липень із середньою температурою 13,9 °C. Найхолодніший місяць — січень, із середньою температурою -12,4 °С.
| Клімат повіту Цілянь                               | Клімат повіту Цілянь | Клімат повіту Цілянь | Клімат повіту Цілянь | Клімат повіту Цілянь | Клімат повіту Цілянь | Клімат повіту Цілянь | Клімат повіту Цілянь | Клімат повіту Цілянь | Клімат повіту Цілянь | Клімат повіту Цілянь | Клімат повіту Цілянь | Клімат повіту Цілянь | Клімат повіту Цілянь |
| Показник                                           | Січ.                 | Лют.                 | Бер.                 | Квіт.                | Трав.                | Черв.                | Лип.                 | Серп.                | Вер.                 | Жовт.                | Лист.                | Груд.                | Рік                  |
| Середній максимум, °C                              | −2,4                 | 2                    | 7                    | 12,5                 | 16,2                 | 19,5                 | 21,7                 | 20,9                 | 17,1                 | 11,5                 | 4,9                  | −1,3                 | 10,8                 |
| Середня температура, °C                            | −12,4                | −8,2                 | −2,6                 | 3,7                  | 8                    | 11,8                 | 13,9                 | 12,9                 | 8,7                  | 2,2                  | −5,2                 | −11,3                | 1,8                  |
| Середній мінімум, °C                               | −19,5                | −16                  | −10                  | −8,4                 | 1,2                  | 5,3                  | 7,7                  | 6,8                  | 2,9                  | −4,2                 | −12,2                | −18,3                | −5                   |
| Норма опадів, мм                                   | 1.3                  | 1.4                  | 7.3                  | 17.2                 | 51                   | 72.2                 | 100                  | 96.3                 | 66.7                 | 15.2                 | 2.3                  | 0.4                  | 431.3                |
| Вологість повітря, %                               | 45                   | 42                   | 44                   | 47                   | 53                   | 59                   | 66                   | 67                   | 65                   | 57                   | 48                   | 47                   | 53                   |
| -------------------------------------------------- | -------------------- | -------------------- | -------------------- | -------------------- | -------------------- | -------------------- | -------------------- | -------------------- | -------------------- | -------------------- | -------------------- | -------------------- | -------------------- |
| Джерело: Дані метеостанції №52657 (КНР, 1991-2020) |                      |                      |                      |                      |                      |                      |                      |                      |                      |                      |                      |                      |                      |